# کرژانگو
کرژانگو (به فرانسوی: Corgengoux) یک کمون در فرانسه با جمعیت ۳۴۷ نفر است که در Canton of Seurre واقع شده‌است.